# José Miguel Gil
José Miguel Gil Cañizares (ur. 28 lutego 1971 w Madrycie) – hiszpański skoczek do wody specjalizujący się w konkurencjach skoku z trampoliny, trzykrotny medalista mistrzostw Europy, czterokrotny olimpijczyk (Seul, Barcelona, Atlanta, Sydney).

## Przebieg kariery
Zadebiutował w 1988 roku występem na igrzyskach olimpijskich, gdzie w konkurencji skoku z trampoliny uzyskał rezultat 483,12 pkt plasujący go na 25. pozycji. Brał udział w mistrzostwach świata w Perth, na których wystąpił w trzech konkurencjach – w skoku z trampoliny 1 m zajął 25. pozycję, w skoku z trampoliny 3 m zajął 23. pozycję, w skoku z platformy zaś zajął 24. pozycję. Uczestniczył w letnich igrzyskach olimpijskich w Barcelonie, gdzie podobnie jak cztery lata wcześniej wystartował w konkurencji skoku z trampoliny i zajął 23. pozycję (z wynikiem 336,84 pkt).
W swym starcie podczas letnich igrzysk w Atlancie zajął 31. pozycję z łącznym wynikiem 295,47 pkt. W 1999 roku otrzymał tytuł mistrza Europy w konkurencji skoku z trampoliny z wysokości 1 m. Na kolejnych mistrzostwach Europy, rozgrywanych w Helsinkach, też zdobył medal – tym razem brązowy w konkurencji skoku synchronicznego z trampoliny 3 m. W czwartym (i ostatnim) występie olimpijskim, który miał miejsce w Sydney, zajął 33. pozycję z rezultatem 318,72 pkt.
W 2001 zajął 7. pozycję w konkurencji skoku synchronicznego z trampoliny 3 m, podczas rozgrywanych w Fukuoce mistrzostw świata, rok później zaś zdobył trzeci w karierze medal mistrzostw Europy – srebro w konkurencji skoku z trampoliny 1 m. Pod koniec kariery brał udział w mistrzostwach świata w Barcelonie oraz w mistrzostwach Europy rozgrywanych w Madrycie, ale pomimo dobrych występów nie wywalczył medalu.